# 攀枝花保安営空港
攀枝花保安営空港（はんしかほあんえいくうこう、英語: Panzhihua Bao'anying Airport 簡体字中国語: 攀枝花保安营机场）は、中華人民共和国四川省攀枝花市仁和区机場路にある、空港である。空中距離で成都まで537キロ、昆明まで193km、大理まで173km、麗江まで155km、西昌まで165km。ボーイング737、エアバスA320などの機種が運航される。

## 沿革
- 1999年12月28日 - 建設を開始。
- 2003年12月6日 - 空港が完成。運行が開始[3]。
- 2009年12月 - 四川機場集団は正式に攀枝花空港を運用に組み入れる。
- 2011年2月 - 地すべり （地質災害）のため、空港の工事を開始し、4月30日にリニューアルオープン（再開）し、少数のルートを追加した。
- 2013年6月29日 - 正式に運行を再開した[4][5]。

## 使用している航空会社とその目的地
2017-2018冬春シーズン
| 航空会社           | 就航地           |
| ------------------ | ---------------- |
| 中国国際航空（CA） | 成都             |
| 四川航空（3U）     | 成都、重慶、北京 |
| 深圳航空（ZH）     | 深圳、西安       |
| 中国東方航空（MU） | 武漢、上海       |
| 中国南方航空（CZ） | 南京             |

## 交通
- リムジンバス（空港-川恵大酒店 間）
- タクシー